# Cupid's Realm; or, A Game of Hearts
Cupid's Realm; or, A Game of Hearts (o In Cupid's Realm) è un cortometraggio muto del 1908 diretto da J. Stuart Blackton e interpretato da Florence Lawrence e da Sidney Drew in uno dei suoi primissimi film.

## Trama
Trama di Moving Picture World synopsis in (EN)  su IMDb

## Produzione
Il film fu prodotto dalla Vitagraph Company of America.

## Distribuzione
Distribuito dalla Vitagraph Company of America, il film - un cortometraggio di 183 metri - uscì nelle sale cinematografiche statunitensi il 28 marzo 1908.